# Trichosteleum trachyamphorum
Trichosteleum trachyamphorum är en bladmossart som beskrevs av Kindberg 1891. Trichosteleum trachyamphorum ingår i släktet Trichosteleum och familjen Sematophyllaceae. Inga underarter finns listade i Catalogue of Life.